# 長沙灣警署

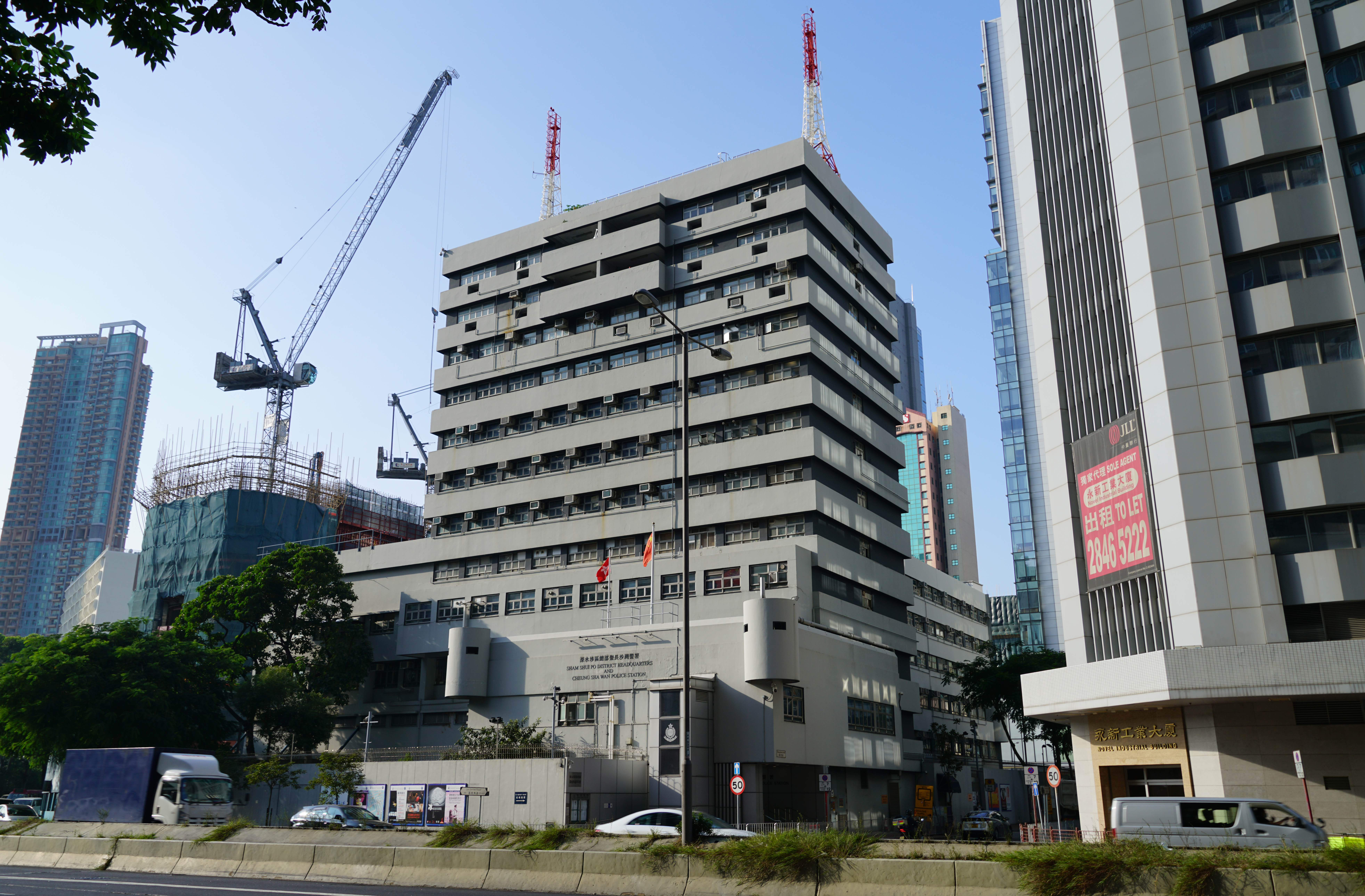
深水埗區總部暨長沙灣警署

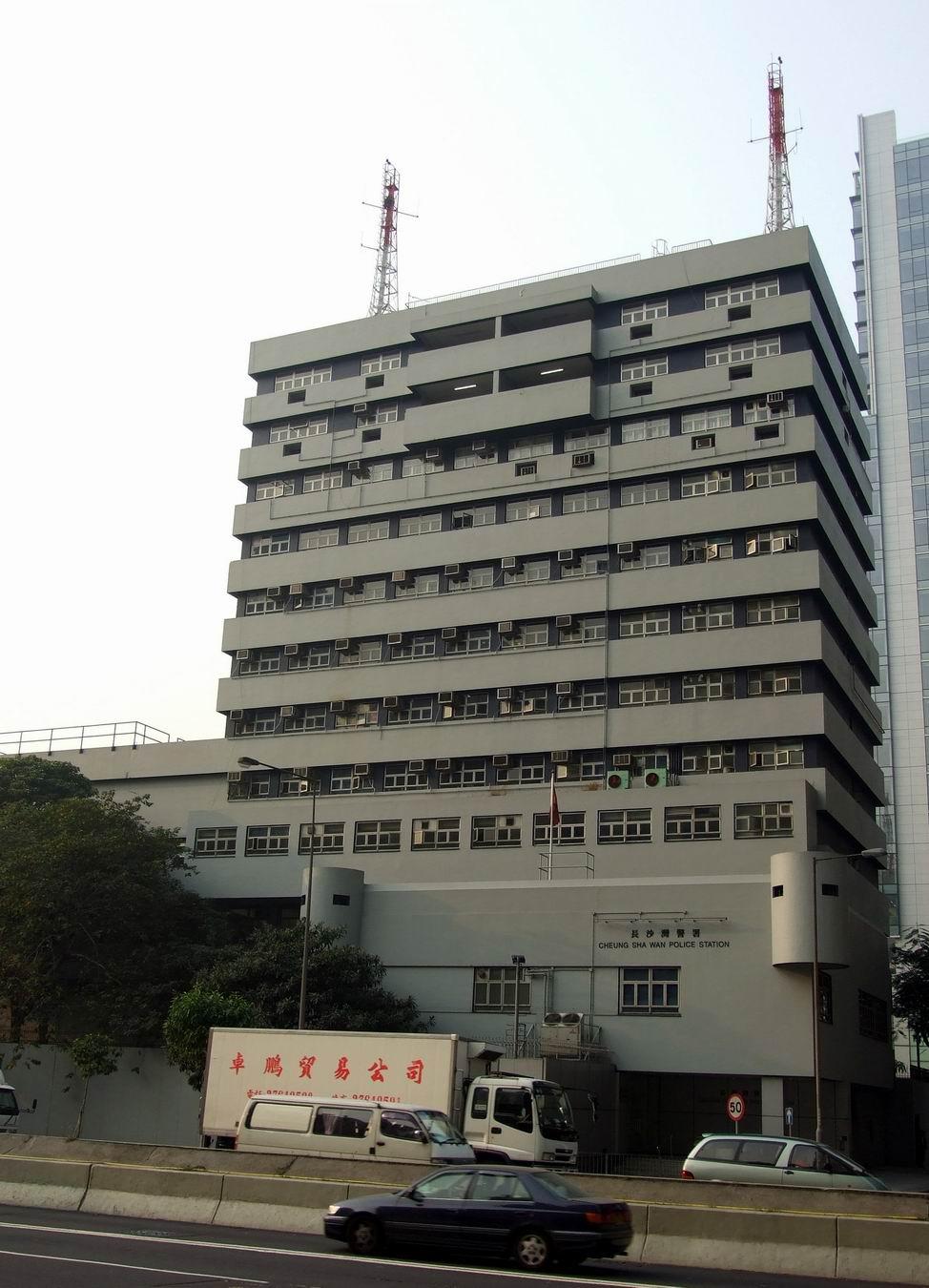
更名前的長沙灣警署

長沙灣分區警署（英語：Cheung Sha Wan Divisional Police Station）簡稱長沙灣警署，是香港警務處西九龍總區深水埗警區的分區警署，位於香港九龍長沙灣荔枝角道880號。深水埗警區總部（英語：Sham Shui Po Police District Headquarters）亦設於此警署。

## 歷史
天台綠化計劃由長沙灣分區30名義工人員於2008年11月開始。在獲得建築署的批准後，於2009年1月動工，於同年4月中旬竣工。2009年3月16日，時任深水埗警區指揮官吳徐鳳英、副指揮官施得志和長沙灣分區指揮官吳永佳主禮於長沙灣警署舉行天台綠化計劃動土儀式，成為首座擁有天台綠化區的警務設施。位處天台的綠化區除可美化環境外，亦能降低各樓層的溫度，從而減低空氣調節的電量消耗，達至環境保護意義。

## 鄰近地點
- 深水埗警署

## 相關參見
- 差館
- 警區